# Abraham Godijn

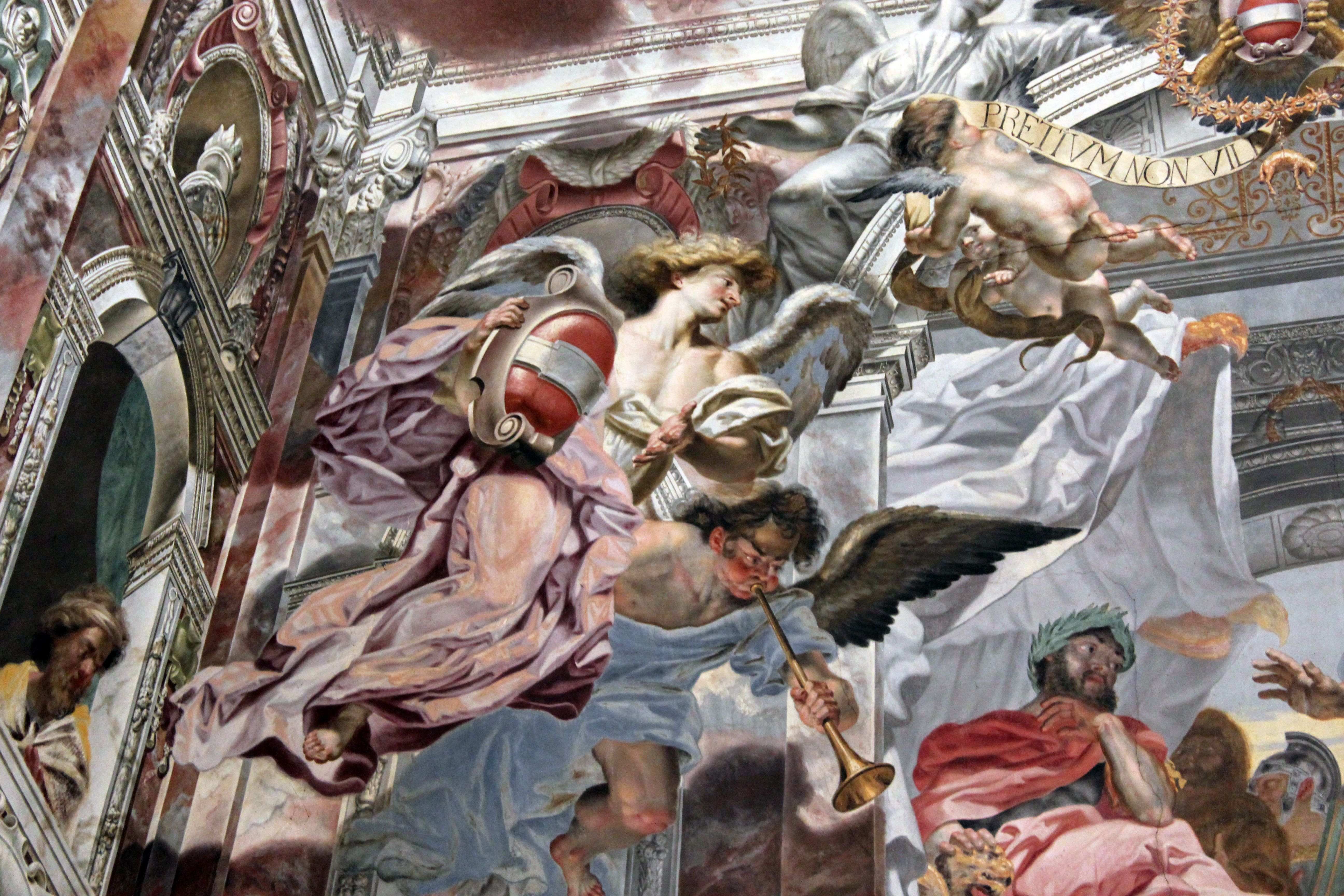
Orden del Toisón de Oro, fresco del Palacio de Troja

Abraham Godijn o Abraham Godyn (ortografía alternativa del apellido: Goddijn y Abraham Goddyn) (Amberes, 1655/56 - Amberes, 15 de marzo de 1740) fue un pintor flamenco que, tras una estancia en Italia, trabajó durante un tiempo como pintor de la corte en Praga, donde produjo magníficos frescos barrocos. Más tarde regresó a Amberes.

## Vida
Los detalles sobre su vida son escasos. Abraham Godijn nació probablemente en 1655 o 1656 en Amberes, donde estudió con el destacado pintor de historia Hendrik Herregouts. En 1681 se convirtió en miembro de la "Sodaliteit van de Bejaerde Jongmans", una fraternidad para solteros establecida por la orden de los jesuitas. Poco después viajó a Italia. Su obra fue bien recibida en Roma, donde se convirtió en pintor de la corte del Papa y recibió el título de "Pintor del Oficio de su Majestad Imperial y Católica".

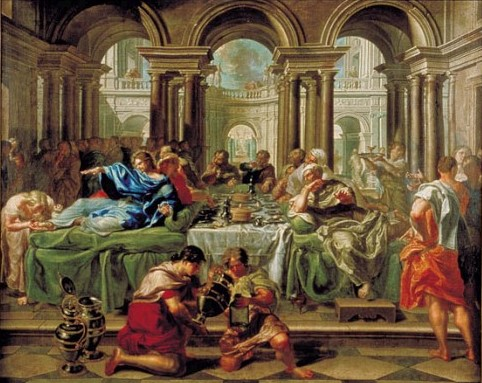
Los Siete Sacramentos, Penitencia

Se trasladó a Praga en 1690, donde trabajó como pintor de la corte hasta 1698. Recibió un encargo para pintar los frescos del Palacio de Troja en Praga, en el que trabajó con su hermano Izaak. Formaron parte de un grupo de artistas que trabajaron en 1687 para Wenzel Albert, duque de Sternberg, en la decoración del Palacio de Troja de Praga. Este grupo incluía a artistas flamencos como Johann Baptiste Bouttats.
Se le registra de vuelta en Amberes hacia 1711, donde se hizo miembro del gremio local de San Lucas ese mismo año. Trabajó principalmente en encargos decorativos. En 1716 se unió a la Cofradía de Romanistas de Amberes, cuando ésta se reconstituyó por motivos puramente religiosos. La condición para ser miembro de la Cofradía era haber visitado Roma. Él y Jan Pieter van Bredael el Joven fueron los últimos artistas en ser miembros de la Cofradía. En 1723 fue nombrado decano de la Cofradía. Se desconoce la fecha y el lugar de su muerte.
Tuvo muchos alumnos en Praga y en Amberes, el más destacado de los cuales fue Marten Jozef Geeraerts.

## Obra
Muy pocas de sus obras han sobrevivido. Fue pintor de historia y encargos decorativos.

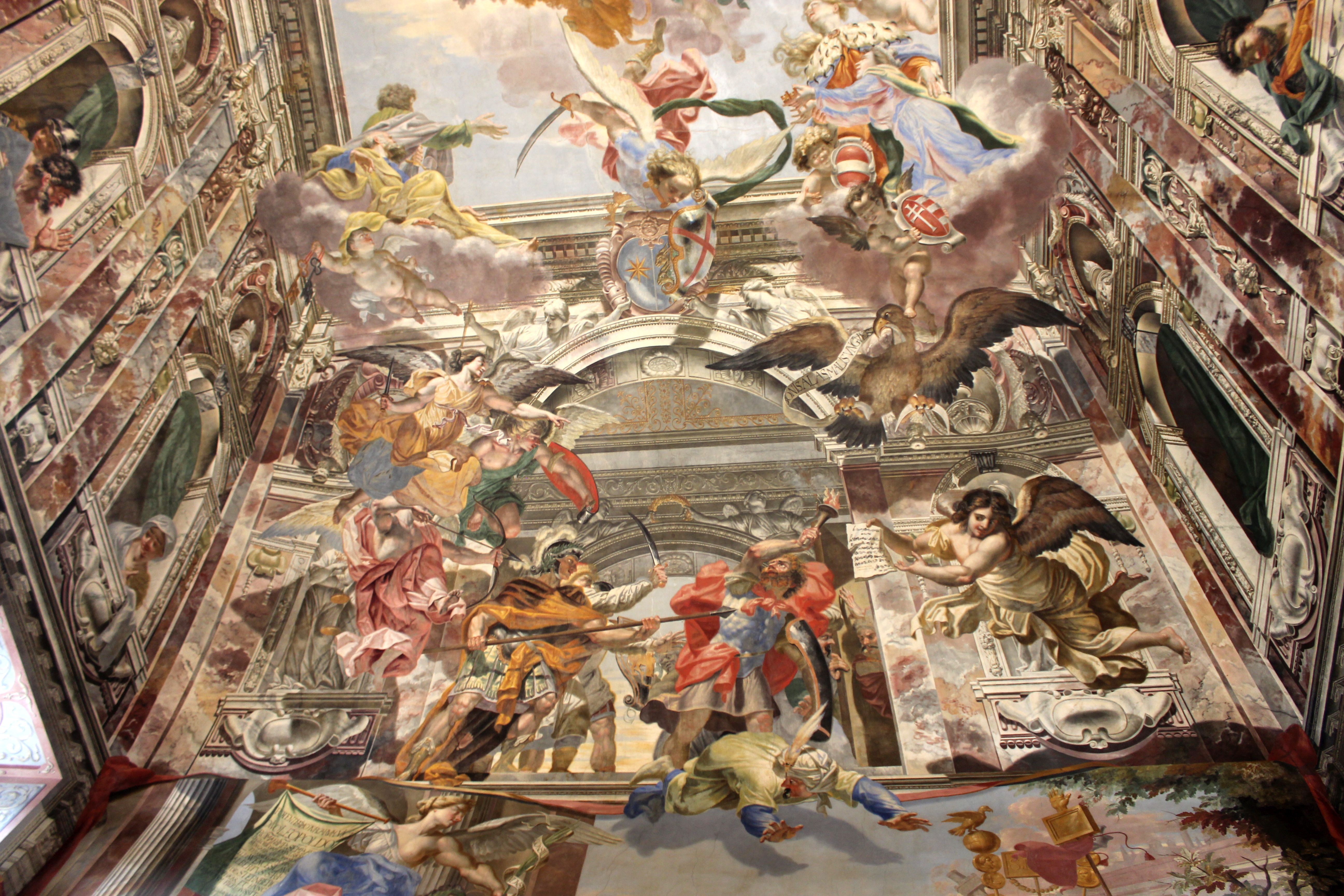
Templo de Jano, fresco del Palacio de Troja

Sus obras más conocidas son los frescos que le encargó el conde Sternberk en la sala principal del castillo de Troja. Las pinturas, que realizó en el periodo de 1691 a 1697 con la ayuda de su hermano Izaak, están consideradas como uno de los mejores ejemplos de la pintura barroca al fresco en el norte de Europa. Los frescos utilizan efectos ilusionistas y narran de forma triunfalista la historia de la dinastía de los Habsburgo. El diseño sigue el esquema barroco del simbolismo arquitectónico, según el cual el techo representa el mundo celeste y las paredes el mundo terrestre. El techo está decorado con seres celestiales que se decía que protegían los territorios de los Habsburgo. Bajo las superficies curvas del techo, ángeles y putti flotan ante una arquitectura en trampantojo que muestra escenas de la historia de los Habsburgo. Las paredes representan el mundo terrenal, y una de las escenas de las paredes más cortas celebra la victoria de Leopoldo I, emperador del Sacro Imperio Romano Germánico, sobre los turcos. En una de las escenas vemos el efecto de trampantojo de un turco cayendo con los brazos extendidos mientras su sombra se refleja en la pintura (véase la ilustración). La pared más larga contiene estatuas o bustos de los gobernantes de los Habsburgo en grisalla. En el programa de frescos, Abraham Godijn logró una sofisticada y compleja síntesis de pintura ficcionalista de arquitectura y de vivas escenas figuradas.
Pintó una serie de los siete sacramentos para el monasterio de San Martín en Pontoise (ahora en la Catedral de Pontoise ).